# إيكو ناكامورا
إيكو ناكامورا (باليابانية: 中村藍子) مواليد 28 ديسمبر 1983 في أوساكا، هي لاعبة كرة مضرب يابانية سابقة بدأت مسيرتها كمحترفة سنة 1999 وكانت تلعب باليد اليمنى، اعتزلت اللعب في 2012. أعلى تصنيف لها في الفردي كان المركز الـ 47 في سنة 2007.

## النهائيات

### الفردي: 1 (0-1)
| الحصيلة | الرقم | التاريخ       | الدورة                     | الأرضية | المنافس        | النتيجة       |
| ------- | ----- | ------------- | -------------------------- | ------- | -------------- | ------------- |
| الوصافة | 1.    | 8 أكتوبر 2006 | بطولة طوكيو للتنس، اليابان | صلبة    | ماريون بارتولي | 6–2, 2–6, 2–6 |

### الزوجي: 1 (0–1)
| الحصيلة | الرقم | التاريخ        | الدورة                     | الأرضية | الشريك       | المنافس في النهائي         | النتيجة في النهائي |
| ------- | ----- | -------------- | -------------------------- | ------- | ------------ | -------------------------- | ------------------ |
| الوصافة | 1.    | 29 سبتمبر 2008 | بطولة طوكيو للتنس، اليابان | صلبة    | أيومي موريتا | جيل كريبس مارينا إراكوفيتش | 6–4, 5–7, [6–10]   |

## روابط خارجية
- إيكو ناكامورا على موقع رابطة محترفات التنس (الإنجليزية)
- إيكو ناكامورا على موقع الاتحاد الدولي لكرة المضرب (الإنجليزية)
- إيكو ناكامورا على موقع كأس بيلي جين كينغ (الإنجليزية)
- إيكو ناكامورا على موقع خلاصة التنس.كوم (الإنجليزية)
- إيكو ناكامورا على موقع إي إس بي إن.كوم (الإنجليزية)